# МЦВ-55 «Стрела»
МЦВ-55 «Стрела» — малокалиберная целевая винтовка под 5,6-мм патрон кольцевого воспламенения, однозарядная. Конструктивно идентична винтовке ЦВ-55 «Зенит». Разработана Е. Ф. Драгуновым и И. А. Самойловым на Ижевском машиностроительном заводе. Кучность при стрельбе целевыми патронами на дистанции 50 м со станка — 1,6 см.

## История
Выпускалась с 1957 по 1961 год.
В 1958 году вместе с винтовкой ЦВ-55 «Зенит» была удостоена диплома и приза «Гран При» на всемирной выставке в Брюсселе.
Целевые винтовки "Стрела" экспортировались из СССР в Великобританию (одним из покупателей был спортсмен Дейв Периш - победитель соревнований по стрельбе из малокалиберного оружия на первенство Англии 1962 года).

## Эксплуатация
- СССР

- некоторое количество винтовок использовалось МВД СССР для обучения и тренировок снайперов спецподразделений МВД СССР; кроме того, они использовались при проведении операций по задержанию вооружённых и опасных преступников в населённых пунктах (в случаях, если дистанция стрельбы не превышала 100 метров)
- винтовка использовалась спортсменами

- Украина — некоторое количество имелось на хранении министерства обороны[3] по меньшей мере до 2012 года (29 февраля 2012 года было принято решение о утилизации 10 винтовок МЦВ-55 «Стрела»)[4]